# Edek Debeściak
Edek Debeściak (ang. Best Ed, 2008–2009) – serial animowany produkcji kanadyjsko-amerykańskiej, który emitowany jest na kanale Cartoon Network od 6 września 2008. Serial wykonany został w Adobe Flash.

## Fabuła
Serial opowiada o przygodach psa imieniem Edek i jego najlepszego przyjaciela żołnierza Bodzia, mieszkających w Spokoville (parodia Snellville) na północy Stanów Zjednoczonych.

## Lista bohaterów
- Edek Debeściak – żółty pies, główny bohater. Przyjaciel Bodzia mieszkającego w tym samym domu. Urodził się tego samego dnia co on. Z radości wydaje charakterystyczny dźwięk („Jiiiiii!”). Często używa różnych „powiedzonek” (Możesz na mnie liczyć!!!!!!!). Jego ulubionym serialem są „Pogromcy Kosmicznych Burt” (parodia Star Trek). Edek jest lubiany przez mieszkańców. Wymyślił pacynkę o nazwie Skarpecio. Nie ukończył studiów.
- Bogusław „Bodzio” James Wesoła Buźka, Major Jahu – pomarańczowa wiewiórka. Najlepszy przyjaciel Edka. Mieszka z nim i urodził się tego samego dnia co on. Służył w US Army. Ma pseudonim z wojska „Major Jahu”. Lubi grać w bitewny szał. Zasłużony w wojsku. Edek zawsze rujnuje jego plany, ale i tak jest jego najlepszym przyjacielem. Jest bardzo zasadniczy, lubi porządki i gry planszowe. Ma obsesję na punkcie orzechów. Sąsiedzi go nie lubią i mówią na niego „nudziarz”, ponieważ jest mądrzejszy i bardziej poważny od Edka. Stara się o przyjęcie do Klubu Kawalerów Leszczynowych. Ma średnie wykształcenie. Posiada hełm wojskowy z czasów II wojny światowej. W tej wojnie też służył i dzięki niemu w odcinku Dziergany Bodzio on i jego kumple wygrali wojnę w bitewnym szale.
- Pan Piciu Śliwowicjan III – brązowy pies, sąsiad Edka i Bodzia. Nie lubi ich. Jest strażnikiem. Na podstawie niektórych odcinków można dowiedzieć się, że uprawia regularnie sport.
- Panna Pusia – żółta chomiczka zakochana bez wzajemności w Edku. Stereotypowa przepowiadaczka przyszłości. W pewnym odcinku rzuciła klątwę na Bodzia.
- Siwy, Czaruś i Rudy – trzy wiewiórki, bracia. Kumple Bodzia z wojska. Służyli z nim w US Army i chodzili z nim do tej samej uczelni. Lubią zarówno jego, jak i Edka. Siwy jest koloru białego, Czaruś niebieskiego, a Rudy czerwonego. Siwy i Czaruś noszą okulary. Siwy ma skarpety, a Czaruś może włosy lub coś przypięte do okularów. W weekendy lubią grać z Bodziem w bitewny szał. Nazywają to bitewnymi weekendami. W odcinku Dziergany Bodzio wygrali wojnę z Bodziem w bitewnym szale i jak Siwy wychodził z domu Bodzia powiedział: Bomba trąba zajechał nas rywan!
- Becia i Benio – Kociaki bliźniaki – dwa różowe, małe koty – chłopiec i dziewczynka. Bardzo lubią się bawić. Testują rękawiczki w fabryce rękawiczek. Uwielbiają Edka, ale nie lubią Bodzia. Posiadają mnóstwo gadżetów.
- Eugeniusz Żółwik – mały żółw. Przyjaciel Pana Picia.
- Mietek Chippendale – łasica. Prezenter telewizji.
- Szkot – pies szkockiego pochodzenia, znajomy Bodzia i Edka. Mówi z amerykańskim akcentem. Chował u siebie wielu świadków koronnych i ma w tym duże doświadczenie.
- Wściekły Pies Szeryf – agresywny kryminalista. Chce za wszelką cenę dopaść Bodzia.
- Lady Bober Ząbek – prezeska Klubu Kawalerów Leszczynowych. Bodzio bardzo chciałby należeć do tego klubu.
- Pani Władzia – policjantka. Jest różową suczką z męskim głosem.
- Kwaktorek – ulubiony lekarz Edka. Jest zielonym kaczorem.
- Gunia – wiewiórka kremowego koloru. Jest przyjaciółką Edka i Bodzia.
- Skarpecio – pacynka wymyślona przez Edka. Pojawiła się w odcinku Dziergany Bodzio, kiedy Bodzio miał katar i nie mógł uczestniczyć w wojnie ona go zastąpiła. Bodzio był o nią zazdrosny. Potem Edek mu ją oddał.
- Farciak – miś Edka. W jednym z odcinków spłonął. Denerwuje Bodzia.

## Wersja polska
Wersja polska: Studio Genetix Film Factory
Dialogi polskie: Katarzyna Orzeszek-Koroblewska
Reżyseria: Agnieszka Matysiak
Dźwięk: Zdzisław Zieliński
Kierownictwo produkcji:
- Agnieszka Sokół
- Róża Zielińska

Wystąpili:
* Filip Przybylski – Edek
- Zbigniew Suszyński – Bodzio
- Marzena Rogalska – Panna Pusia
- Wojciech Walasik – Pan Piciu
- Tomasz Borkowski – Siwy,
  - Mietek Chippendale,
  - Głosy z telewizji
- Ryszard Olesiński – Rudy,
  - Eugeniusz Żółwik
- Zbigniew Konopka –
  - Lewis (odc. 10b),
  - Sierżant Jojo
  - Wściekły pies Szeryf
- Tomasz Bednarek –
  - Czaruś,
  - Szkot,
  - Dr Szkopek (odc. 3a)
- Agnieszka Matysiak – Lady Bober Ząbek
- Magdalena Kusa – Becia
- Martyna Sommer – Benio
- Radosław Popłonikowski
  - Kwaktorek
  - Pani Władzia
- Dominika Figurska – Gunia
- Jarosław Boberek – trener światowej przyjaźni (odc.16b)

## Spis odcinków
| Premiera odcinka | Nr | Polski tytuł                           | Angielski tytuł                |
| ---------------- | -- | -------------------------------------- | ------------------------------ |
|                  |    |                                        |                                |
| SERIA PIERWSZA   |    |                                        |                                |
|                  |    |                                        |                                |
| 05.10.2009       | 01 | Na szczęście to tylko Edek             | Rub My Ed For Luck             |
| 05.10.2009       | 01 | Na psa urok                            | Best Ediquette                 |
|                  |    |                                        |                                |
| 06.10.2009       | 02 | Psie prowadzacze                       | Crossing Dogs                  |
| 06.10.2009       | 02 | Jazda autobusem                        | Squeals On The Bus             |
|                  |    |                                        |                                |
| 07.10.2009       | 03 | Mądre gatki                            | Smarti Pants                   |
| 07.10.2009       | 03 | Dziergany Bodzio                       | Sock It To Him                 |
|                  |    |                                        |                                |
| 08.10.2009       | 04 | Edek kieruje                           | Driver’s Ed                    |
| 08.10.2009       | 04 | Edek ulepsiacz                         | Go Cart Go                     |
|                  |    |                                        |                                |
| 09.10.2009       | 05 | Koszmar z ulicy Cukierkowej            | Nightmare On Sweet Street      |
| 09.10.2009       | 05 | Koty z workiem                         | Cat Fright                     |
|                  |    |                                        |                                |
| 06.11.2009       | 06 | Gościna u Eda                          | Ed And Breakfast               |
| 06.11.2009       | 06 | Twarde zęby do gryzienia               | Tooth Of Consequences          |
|                  |    |                                        |                                |
| 09.11.2009       | 07 | Zagubieni                              | Lost In Place                  |
| 09.11.2009       | 07 | Dyshonor skauta                        | Scouts Dishonour               |
|                  |    |                                        |                                |
| 12.10.2009       | 08 | Dla mnie chińszczyzna                  | Chinese Please                 |
| 12.10.2009       | 08 | Nieszczęśliwe sandałki                 | The Unhappy Sandals            |
|                  |    |                                        |                                |
| 13.10.2009       | 09 | Robota robota                          | Perfect-O                      |
| 13.10.2009       | 09 | Nocne koszmary                         | Sleep Wrecker                  |
|                  |    |                                        |                                |
| 14.10.2009       | 10 | Święta pana Obutka                     | The Night Before Hoppenscotch  |
| 14.10.2009       | 10 | Tyrolska przygoda                      | Yeederhosers                   |
|                  |    |                                        |                                |
| 15.10.2009       | 11 | Piękni i bestia                        | My Fair Laddies                |
| 15.10.2009       | 11 | Skazany na Edka                        | Confined To Ed                 |
|                  |    |                                        |                                |
| 16.10.2009       | 12 | Hała bohaterom                         | Local Zeroes                   |
| 16.10.2009       | 12 | Witaj w kiciu kiciu                    | Outside Inmates                |
|                  |    |                                        |                                |
| 17.11.2009       | 13 | Co jest warte funta kłaków             | To Yee Or Not To Yee           |
| 17.11.2009       | 13 | Rola pogromcy                          | The Mighty Measle Role         |
|                  |    |                                        |                                |
| 18.11.2009       | 14 | Porządny przywódca                     | Follow The Yeeder              |
| 18.11.2009       | 14 | Yee polecisz ze mną                    | Come Fly With Yee              |
|                  |    |                                        |                                |
| 19.10.2009       | 15 | Zabójcze kociaki                       | Paws For Alarm                 |
| 19.10.2009       | 15 | Oswajanie klaunów                      | Send In The Klownmans          |
|                  |    |                                        |                                |
| 20.10.2009       | 16 | Niewidzialny Edek                      | Chamele-Ed                     |
| 20.10.2009       | 16 | Trening świadomej przyjaźni            | Camp Camaraderie               |
|                  |    |                                        |                                |
| 21.10.2009       | 17 | Zwiewiórkowany pan Bodzio              | Squirrels Gone Wild            |
| 21.10.2009       | 17 | Kelner                                 | Ed Waiter                      |
|                  |    |                                        |                                |
| 22.10.2009       | 18 | Misja zagubione rękawice               | Missing Mittens Mission        |
| 22.10.2009       | 18 | Brzuchomówca                           | Talking Ed                     |
|                  |    |                                        |                                |
| 23.10.2009       | 19 | Zagubione, znalezione                  | Lost Ed Found                  |
| 23.10.2009       | 19 | Orzechowywanie                         | Peddle Me Nuts                 |
|                  |    |                                        |                                |
| 26.11.2009       | 20 | Walka robotów                          | Aye Robots                     |
| 26.11.2009       | 20 | Tam gdzie jeszcze nie był żaden Bodzio | Where No Buddy Has Gone Before |
|                  |    |                                        |                                |
| 17.11.2009       | 21 | Niezwykłe wonie                        | Uncommon Scents                |
| 17.11.2009       | 21 | Przeklęta wiewiórka                    | A Pox On Thee Now              |
|                  |    |                                        |                                |
| 26.10.2009       | 22 | Od bohatera do zera                    | No Buddy’s Hero                |
| 26.10.2009       | 22 | Pomocny interkom                       | An Arm-Yee Of One              |
|                  |    |                                        |                                |
| 27.10.2009       | 23 | Sprawa prawa                           | Long Bark of the Law           |
| 27.10.2009       | 23 | Przypadek amnezji                      | Memor-Yee Loss                 |
|                  |    |                                        |                                |
| 26.10.2009       | 24 | Cena przeceny                          | Ed For Sale                    |
| 26.10.2009       | 24 | Zwycięstwo po byku                     | Rope-A-Dopes                   |
|                  |    |                                        |                                |
| 29.10.2009       | 25 | Potrzebna pomoc                        | Help Want-Ed                   |
| 29.10.2009       | 25 | Głośne jejki                           | Screaming Yee-Bees             |
|                  |    |                                        |                                |
| 30.10.2009       | 26 | Żołądź króla Tuta Mamona               | King Tut Tut’s Nut             |
| 30.10.2009       | 26 | Próba wytrzymałości                    | Gym-Dandy                      |
|                  |    |                                        |                                |

## Międzynarodowa emisja
| Kraj / Region     | Stacja(e)                                                                                           | Tytuł serii w kraju |
| ----------------- | --------------------------------------------------------------------------------------------------- | ------------------- |
| Stany Zjednoczone | Cartoon Network Stany Zjednoczone                                                                   | Best Ed             |
| Australia         | ABC3                                                                                                | Best Ed             |
| Bułgaria          | Cartoon Network Bułgaria                                                                            | Добрият Ед          |
| Kanada            | Teletoon                                                                                            | Best Ed             |
| Irlandia          | Cartoon Network Wielka Brytania i Irlandia Boomerang Wielka Brytania i Irlandia                     | Best Ed             |
| Polska            | Cartoon Network Polska                                                                              | Edek Debeściak      |
| Węgry             | Cartoon Network Europa Wschodnia                                                                    | Kedvenc Ed          |
| Wielka Brytania   | Cartoon Network Wielka Brytania i Irlandia Boomerang Wielka Brytania i Irlandia Cartoon Network Too | Best Ed             |
| Włochy            | Cartoon Network Włochy                                                                              | Best Ed             |